# Acibeiro
Acibeiro (oficialmente Santa María de Aciveiro) es una parroquia española del municipio de Forcarey, perteneciente a la provincia de Pontevedra, en la comunidad autónoma de Galicia.

## Toponimia
La parroquia puede aparecer referida con las grafías «Acibeiro» y «Aciveiro».

## Historia
Hacia mediados del siglo XIX, la parroquia, ya por entonces perteneciente a Forcarey, tenía contabilizada una población de 534 habitantes. Aparece descrita en el primer volumen del Diccionario geográfico-estadístico-histórico de España y sus posesiones de Ultramar de Pascual Madoz con las siguientes palabras:

ACIBEIRO (Sta. Maria de): felig. en la prov. de Pontevedra. (6 1/2 leg.), dióc. de Santiago (6), part. jud. de Tabeirós (3) y ayunt. de Forcarey (1/2): sit. en la falda de la montaña de Candan, bien ventílada y de clima sano: 106 casas esparcidas por el territorio, en pequeños grupos que forman los insignificantes l. y barrios de Andon, Arrochela, Graña de Cavanela, Graña de Umia, Grovas, Filloy, Lamasgalan de abajo, Lamasgalan de arriba, Levoso, Novelicia, Pardelas, Reigoza, Rozadas, Taboadelo, Torno, y Villaverde. La igl. parr. es la del estinguido monast. de la congregacion Cisterciense, cuyo edificio, en la parte no ruinosa, está ocupado por el párroco: la cura de almas la ejercian los monges desde que principió á poblarse aquella sierra, despues de fundado el monast. bajo los auspicios del emperador D. Alonso el VII en la era 1173 ó año de 1135, por 12 monges: fué uno de los bienhechores Pedro Martinez, cuyo sepulcro se conserva en la igl., asi como el del venerable abad D. Gonzalo que vivió á mediados del siglo XV, y á quien se debe el puente sit. sobre el r. de Andon: el monast. disfrutaba una renta de cerca de 6,000 ducados. El term. de esta felig. confina por N. con la indicada montaña de Candan y límites del ayunt. y part. con la prov. de Lugo, que corren al E.: por S. con la parr. de Millarada, al SO. la de Dosiglesias y al NO. con la de Pereiras: el terreno en lo general quebrado y montañoso, participa de algunos valles y prados regados por un arroyo que, descendiendo de la citada montaña, da principio al r. Lerez (conocido tambien por Vedra); el camino que va de Pontevedra á Lugo es el único que merece este nombre, si bien se halla poco cuidado: el correo se recibe por la cap. del part. Prod. maiz, patatas y algunas legumbres: cria bastante ganado, el cual presenta en la feria ó gran mercado que celebra el tercer domingo de cada mes, á donde concurren los vec. de los pueblos inmediatos con ganado caballar, vacuno, frutos y efectos del pais: pobl. 104 vec.: 534 alm. contr. con su ayunt. (V.)
(Madoz, 1845, p. 72)

En 2023, tenía empadronados 245 habitantes.

## Patrimonio

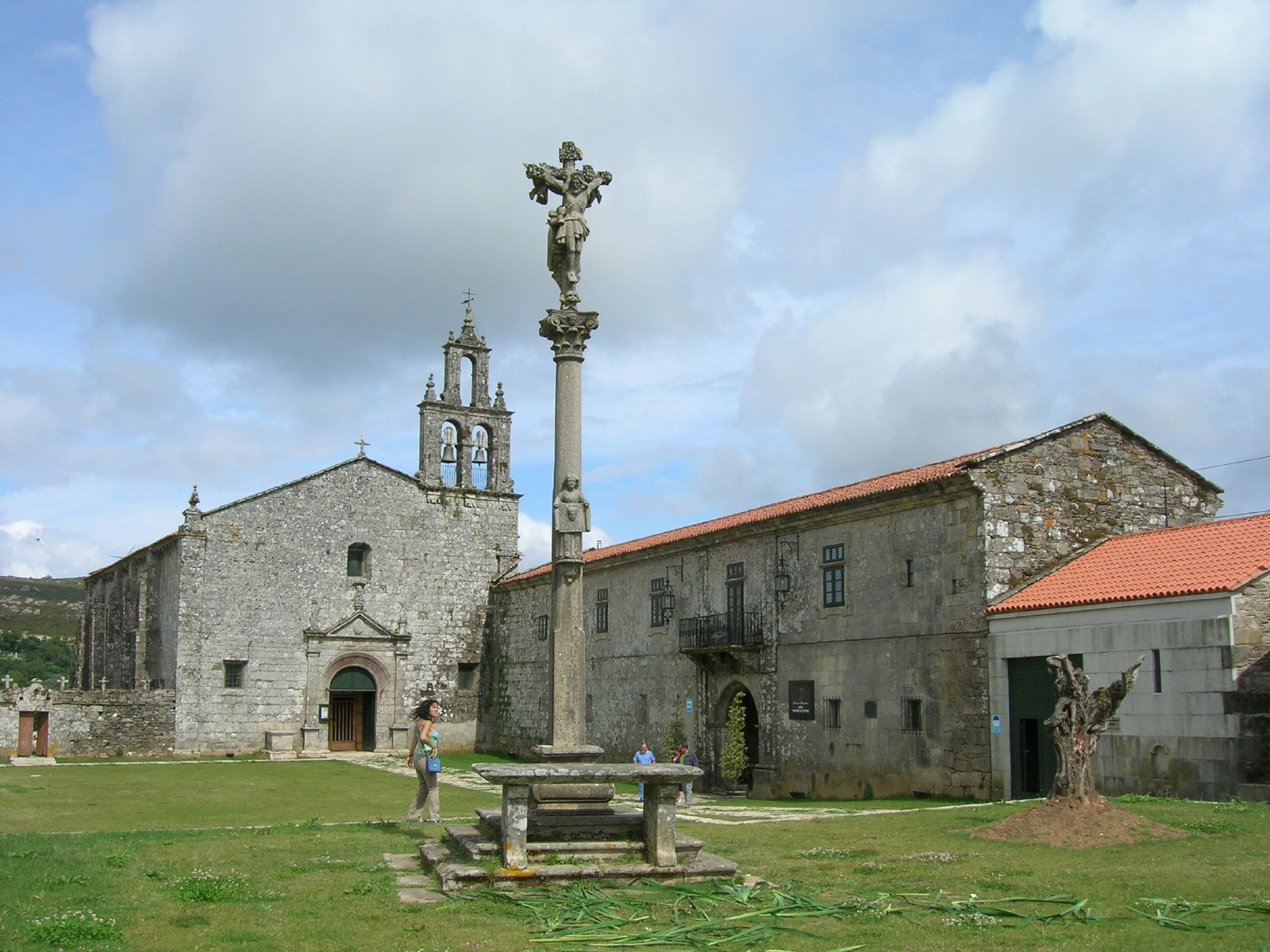
Monasterio de Santa María

Hay en la parroquia un monasterio de Santa María.